# Casinos
Casinos là một đô thị ở comarca Camp de Túria cộng đồng Valencia, Tây Ban Nha. Đô thị này có diện tích 41,48 km², dân số thời điểm năm 2006 là 2493 người.